# Burglinster
Burglinster (luxemburgisch Buerglënsterⓘ, französisch Bourglinster) ist ein Ortsteil der luxemburgischen Gemeinde Junglinster. 2021 lebten hier 792 Menschen.

## Sehenswertes
- Schloss Burglinster